# Tapijt (tennis)

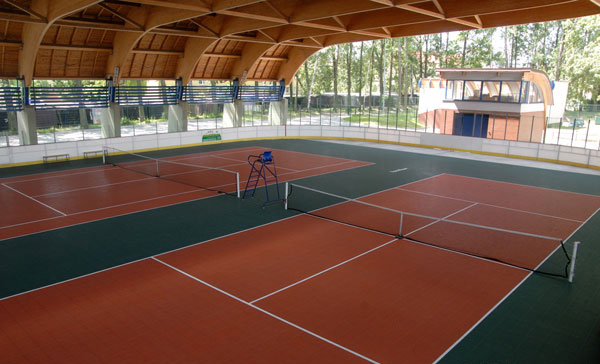
Tapijt

Tapijt is een ondergrond die op indoorbanen voor tennis wordt gebruikt. Het voordeel van tapijt is dat het zachter is dan hardcourt en dus minder blessures oplevert. Het nadeel is dat tennissers er nauwelijks over kunnen glijden.
Speleigenschappen van tapijt zijn:
- Lage stuit
- Redelijk snel
- Veel wrijving met de bal

De door de ATP aanbevolen tennisbal op tapijt is Penn ATP.